# New York Daily News
New York Daily News är en dagstidning i New York och USA:s fjärde största tidning, sett till upplaga. Tidningen startades 1919 och var den första dagstidningen i USA som trycktes i tabloidformat. Daily News har vunnit tio Pulitzerpriser.